# Ликоврисис
Лико́врисис (греч. Λυκόβρυσις) — малый город в Греции, северный пригород Афин. Расположен на высоте 230 метров над уровнем моря, на Афинской равнине, в 11 километрах к северо-востоку от центра Афин. Входит в общину Ликовриси-Пефки в периферийной единице Северные Афины в периферии Аттика. Население 9738 жителей по переписи 2011 года. Площадь 1,95 квадратного километра.
Основан беженцами после малоазийской катастрофы и греко-турецкого обмена населением. Город создан в 1928 году и назывался Ликовриси (Λυκόβρυση «Волчий источник») до 1969 года (ΦΕΚ 3Α). Сообщество Ликовриси создано в 1949 году (ΦΕΚ 184Α), в 1994 году (ΦΕΚ 133Α) создана община Ликоврисис.

## Монастырь преподобной Ирины Хрисовалантской
В Ликоврисисе, в районе Айия-Ирини находится женский монастырь преподобной Ирины Хрисовалантской (Μονή Αγίας Ειρήνης Χρυσοβαλάντου). Основан в 1926 году монахиней Мелетией (Лемонией, Μελετία, ум. 1977). Рядом с церковью была построена часовня, посвященная великомученикам Феодору Стратилату и Феодору Тирону. Строительство обители завершено в 1930 году. Мозаики кафоликона монастыря выполнены мастером Власиосом Цоцонисом (Βλάσιος Τσοτσώνης) в 1985—1989 гг. Монастырь принадлежит старостильной «Церкви истинных православных христиан». В монастыре находится икона Ирины, которая была написана на Афоне монахом Нектарием. Святая изображена между двумя кипарисами держащей в руке три яблока. Икона Ирины была вывезена с Афона архимандритом Паисием (Филиокалиотакисом), духовным отцом Мелетии (Лемонии). От иконы, написанной Нектарием, происходят чудеса, что стало привлекать к ней паломников со всего мира.

## Население
| Год  | Население, человек |
| ---- | ------------------ |
| 1928 | 121                |
| 1940 | 205                |
| 1951 | 599                |
| 1961 | 1502               |
| 1971 | 3213               |
| 1981 | 4437               |
| 1991 | 6028               |
| 2001 | 8426               |
| 2011 | ↗ 9738             |